# 宮城県岩ヶ崎高等学校
宮城県岩ヶ崎高等学校（みやぎけん いわがさきこうとうがっこう）は、宮城県栗原市栗駒中野愛宕下に所在する県立高等学校。

## 概要
略称は「岩高」（いわこう）。1941年（昭和16年）に実科高等女学校として創立され、戦後の学制改革により男女共学の新制高校となり現在にいたる。

## 沿革
- 1941年（昭和16年）：岩ヶ崎町立岩ヶ崎実科高等女学校設立認可、岩ヶ崎国民学校の一部を校舎として開校。修業年限2年、定員200名。
- 1943年（昭和18年）：宮城県岩ヶ崎高等女学校と改称、校旗制定。
- 1944年（昭和19年）：専攻科設置。修業年限1年、定員50名。
- 1946年（昭和21年）：修業年限が3年となり、専攻科は廃止される。校歌制定（作詞土井晩翠、作曲　　　　）
- 1948年（昭和23年）：学制改革により男女共学の宮城県岩ヶ崎高等学校となる。初代校長飯田次雄。修業年限3年、定員600名。
- 1950年（昭和25年）：一町六ヶ村組合結成、組合立に移管。
- 1951年（昭和26年）：県立移管、6月23日に新校舎に移転。この日を開校記念日とする。校歌制定。
- 1956年（昭和31年）：第5回高校総体で相撲優勝。
- 1959年（昭和34年）：県教委より進路指導研究の指定を受ける。若柳高校との第1回定期戦。
- 1961年（昭和36年）：進路指導研究発表会。第10回高校総体で相撲優勝。
- 1963年（昭和38年）：1学級増え、5学級（募集定員225名）となる。
- 1964年（昭和39年）：2代校長西川十郎着任。定時制課程募集停止。寄宿舎落成。
- 1965年（昭和40年）：朝課外始まる。第1回校内マラソン大会。
- 1966年（昭和41年）：全国高等学校相撲高知大会に出場、優秀16校に選ばれる。創立25周年記念式典実施、「25年のあゆみ」発行。
- 1968年（昭和43年）：3代校長佐藤速雄着任。新体育館落成。
- 1969年（昭和44年）：東北大学に7名合格（県内8位）。
- 1970年（昭和45年）：4代校長高橋清久着任。
- 1971年（昭和46年）：プール完成。
- 1972年（昭和47年）：生物部が日本学生科学賞受賞。5代校長星野正雄着任。第2グラウンド完成。
- 1973年（昭和48年）：職員宿舎完成。
- 1974年（昭和49年）：6代校長斎藤邦三着任。武道館完成。第23回高校総体ソフトボール優勝。
- 1976年（昭和51年）：ソフトボール部が国体出場。
- 1978年（昭和53年）：7代校長小泉茂樹着任。
- 1979年（昭和54年）：健康マラソン大会始まる。漢字コンクール始まる。学級削減反対運動起こる。
- 1980年（昭和55年）：4学級（募集定員180名）となる。
- 1981年（昭和56年）：8代校長三浦三郎着任。新校舎への移転始まる。
- 1982年（昭和57年）：尚志館・クラブ部室完成。校舎落成記念式典、「岩ヶ崎高四十年史」発刊。
- 1984年（昭和59年）：9代校長千葉武着任。天体観測室に150ﾐﾘ屈折望遠鏡を設置。
- 1985年（昭和60年）：健康競歩大会始まる。
- 1987年（昭和62年）：10代校長岡崎智徳着任。
- 1989年（平成元年）：11代校長千葉弘顕着任。
- 1991年（平成3年）：創立50周年記念式典、「岩高五十周年記念誌」発刊。
- 1992年（平成4年）：12代校長佐々木正博着任。
- 1995年（平成7年）：13代校長畑中利実着任。早朝学習会「愛宕塾」結成。
- 1997年（平成9年）：普通科2コース制（文系教養コース、理系教養コース）となる。
- 1998年（平成10年）：14代校長岩本殉二着任。中高連携教育の研究指定校（2年間）となる。
- 2000年（平成12年）：2学期制実施。3学級（募集定員120名）となる。「中高連携教育実践研究事業成果報告書」発行。1年生のオリエンテーション合宿（花山）始まる。大学見学会始まる。県教委の第1回進学支援合同模試（のちのみやぎ高校模試）に参加。健康競歩大会を健康強歩大会と改称する。3年生の特別編成授業（大学入試対策）始まる。
- 2001年（平成13年）：15代校長山本照夫着任。育英館完成。創立60周年記念式典実施。「岩ヶ崎高校60年－若き生命とともに」発刊。
- 2003年（平成15年）：16代校長白旗宏喜着任。文部科学省より学力向上フロンティアハイスクールの指定（3年間）を受ける。
- 2004年（平成16年）：3月の特別編成授業始まる。
- 2005年（平成17年）：17代校長古谷隆夫着任。
- 2009年（平成21年）：鶯沢工業高校募集停止に伴い、創造工学科を設置。岩ヶ崎高校鶯沢校舎となる。
- 2018年（平成30年）：創造工学科の閉科に伴い、岩ヶ崎高校鶯沢校舎を閉校。
- 2019年（平成31年）：新体育館を竣工。

## 著名な出身者
- 菅原良 - 明星大学明星教育センター特任教授

## 同窓会
「関東在住四校合同同窓会」
- 毎年、東京で岩ヶ崎高校・築館高校・一迫商業・迫桜高校の関東在住の卒業生による合同新年会を開催している。